# متیو بالدیسیمو
متیو بالدیسیمو (انگلیسی: Matthew Baldisimo؛ زادهٔ ۲۰ ژانویهٔ ۱۹۹۸) بازیکن فوتبال اهل کانادا است.
وی همچنین در تیم‌های ملی فوتبال Canada men's national under-17 soccer team بازی کرده‌است.